# Hanfzubereitung
Eine Hanfzubereitung ist ein mit Hanf versetztes Lebensmittel. Im englischsprachigen Raum werden solche als Edible (von englisch edible „essbar“) bezeichnet. Dieser Begriff hat sich als Jargonausdruck auch im deutschsprachigen Raum durchgesetzt.
Die meisten Hanfzubereitungen enthalten eine erhebliche Menge an THC, das bei Verzehr die für die Substanz typischen Erscheinungen wie Entspannung, Euphorie, Appetitsteigerung, aber auch Erschöpfung und Angst auslösen kann. Zubereitungen, in denen THC als Wirkstoff dominiert, werden als Freizeitdroge oder zu medizinischen Zwecken verzehrt. Einige, insbesondere mit Nutzhanf versetzte Hanfzubereitungen enthalten nur kleine Mengen THC und sind stattdessen mit anderen Cannabinoiden versetzt; am häufigsten Cannabidiol (CBD).

## Geschichte

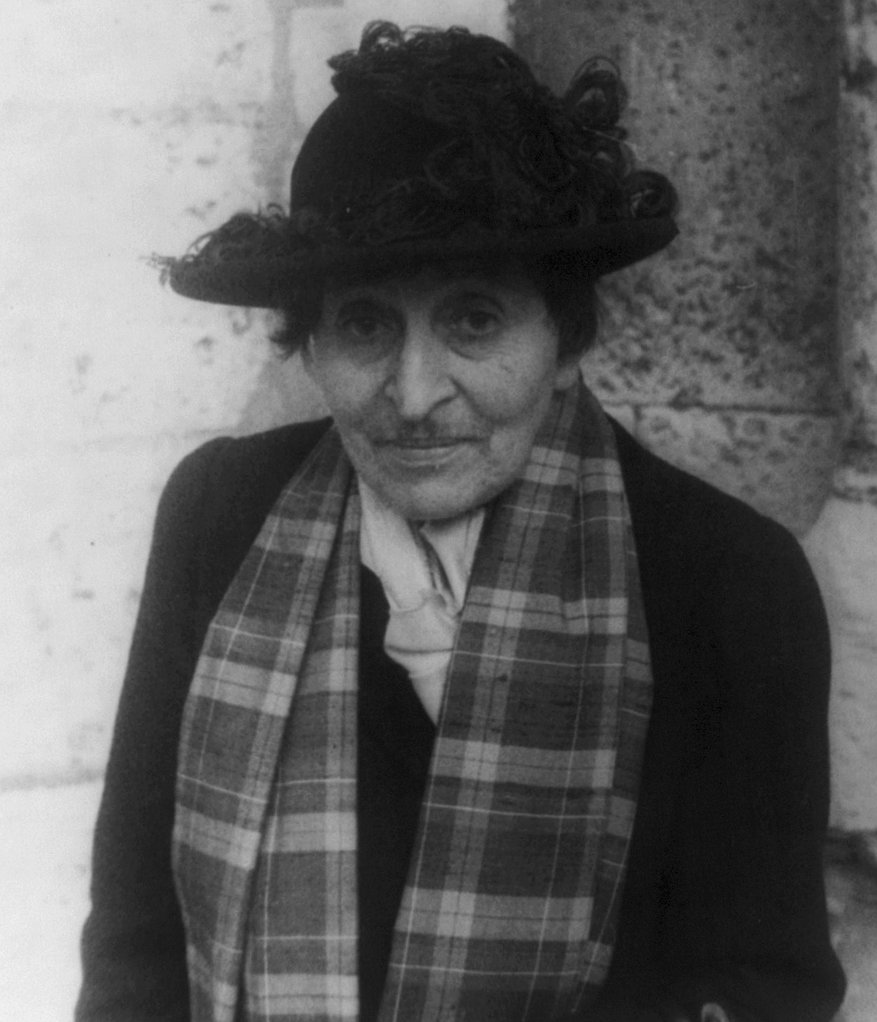
Alice B. Toklas, 1949

Als erste bekannte Hanfzubereitung gilt Bhang, das meistens in Indien, unter anderem in hinduistischen Religionsritualen, Verwendung findet. Die Ölviskosität von Hanfextrakten war bereits im historischen Indien bekannt. Weit verbreitet war es so beispielsweise, Hanf vor dem Mischen mit anderen Zutaten in Ghee zu braten.
Als Auslöser für das moderne Interesse an mit Hanf versetzten Speisen gilt Alice B. Toklas’ Kochbuch The Alice B. Toklas Cookbook. Dieses enthält ein Rezept für haschich fudge, das von Künstler und Freund Brion Gysin bei der Veröffentlichung des Buches im Jahr 1954 beigesteuert wurde. Obwohl aus den ersten US-amerikanischen Ausgaben des Buches gestrichen, wurden Toklas’ Name und das Rezept zum leitenden Symbol für Hanf und der Gegenkultur der 1960er Jahre.
In einigen US-Bundesstaaten, die Hanf legalisiert haben, haben Hanfzubereitungen einen dramatischen Umsatzanstieg erfahren. Es besteht jedoch eine wachsende Besorgnis über Gefahren für Kinder und unerfahrene Hanfkonsumenten. Jene könnten die Zubereitungen unbedacht in zu großen Mengen zu sich nehmen oder gar nicht wissen, dass das Lebensmittel hanfhaltig ist.

## Wirkung bei Konsum
Da Hanf von Natur aus nicht THC, sondern die Vorläufersubstanz Tetrahydrocannabinolsäure (THCA) enthält, muss Cannabis decarboxyliert werden, um THCA in THC umzuwandeln. Passiert dies, fällt eine Carboxygruppe weg. THC wird dann zu Cannabinol abgebaut, während es gelagert wird; THCA wird beim Erhitzen schnell, aber nicht vollständig decarboxyliert.
Ein Vergleich der Wirkungen des Verzehrs von Hanfzubereitungen und des Rauchens von Hanfprodukten ist schwierig, da Ergebnisse aufgrund des variierenden Rauchverhaltens der Konsumenten oft ungenau sind. Bei der oralen Aufnahme von Hanfzubereitungen beeinflussen fetthaltige Trägersubstanzen, in denen Cannabinoide für die orale Einnahme gelöst sind, die Aufnehmbarkeit der Cannabinoide. Auch der Stoffwechsel eines jeden Menschen verläuft unterschiedlich. Da orale Dosen jedoch vor dem Eintritt in den Blutkreislauf durch das Verdauungssystem und die Leber verarbeitet werden, werden im Allgemeinen Cannabinoide, die über den Magen-Darm-Trakt eingenommen werden, langsamer aufgenommen und haben eine verzögerte und niedrigere Peak-Konzentration, als wenn sie durch das Rauchen inhaliert werden (Peak = Spitze, Spitzenwert). Die orale Aufnahme führt aufgrund des enterohepatischen Kreislaufs im Allgemeinen zu zwei Peak-Konzentrationen.
Der orale Konsum von THC führt zu einer Absorption durch die Leber und der durch metabolische Prozesse verursachten Umwandlung eines wesentlichen Teils davon in 11-Hydroxy-THC, das stärker als THC ist und die Blut-Hirn-Schranke leichter durchquert.

## Arten der Zubereitung

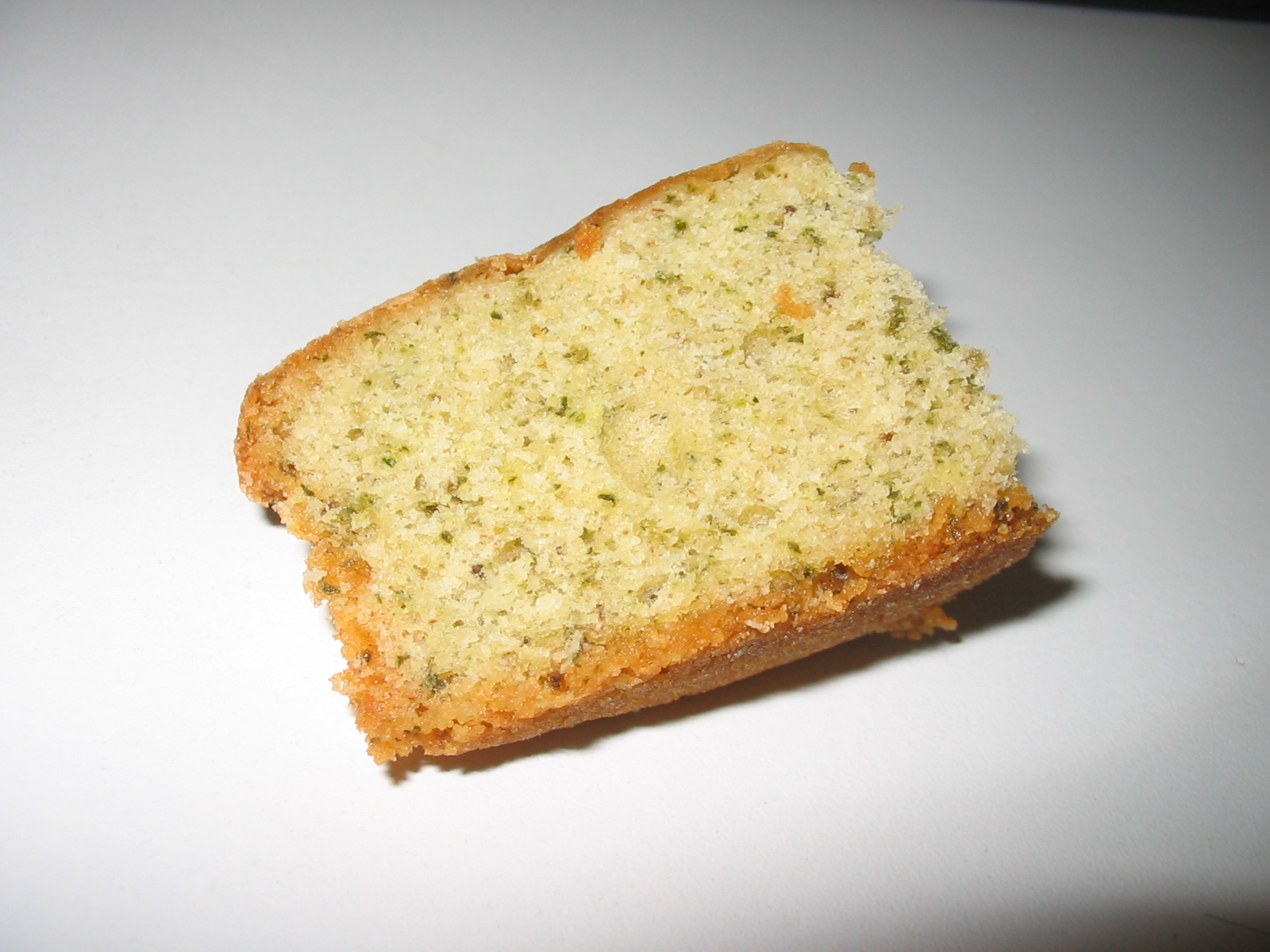
Mit Hanf versetzter Kuchen: Im Teig sind deutlich die grünen Hanfspuren zu erkennen.

### Hanfhaltiges Fett
Der erste Schritt in der Herstellung von psychoaktiven Hanfzubereitungen auf Basis von nicht-decarboxyliertem Cannabis besteht meist darin, die aktiven Bestandteile von Hanfblüten oder ihren Extrakten in Fett aufzulösen und zu erhitzen. Solche Zubereitungen, wie etwa Cannabisbutter, können bereits konsumfertig sein.
Dass um die Zubereitung von hanfhaltigen Speisen und Getränken eine Kultur entstanden ist, ist vor allem dem vielfältigen Aroma von Hanfblüten zu verdanken. Im Vordergrund stehen hier Terpene, die von der anemophilen Pflanze produziert werden, um sich Fressfeinde vom Leib zu halten. Diese Terpene befinden sich ebenfalls in den Trichomen der Hanfpflanze und sind stark fettlöslich.

### Gebäck
Ein hanfhaltiges Gebäck ist eine populäre Hanfzubereitung. Beliebte Sorten sind hanfhaltige Kekse (Haschkekse oder Space Cookies) und Brownies oder andere Kuchen. Normalerweise kann man zwischen normalen Backwaren und solchen, die Cannabinoide enthalten, vor dem Verzehr nicht unterscheiden. Jedoch haben hanfhaltige Erzeugnisse oft einen leicht grünen Teint und geben einen schwachen Hanfgeruch ab. Ein milder Gras- oder Cannabisgeschmack kann bei ausreichender Menge auftreten. Viele Quellen für Rezepte, Zubereitung und Dosierung sind online verfügbar, unterscheiden sich jedoch stark in Effektivität und Qualität.

### Getränke
Traditionelle Cannabisgetränke sind die indischen Getränke Lassi und Thandai, wenn sie mit Bhang zubereitet werden. Cannabis-Tee ist ein mild psychoaktiver Kräutertee, ist aber aufgrund des Mangels an Fett und Alkohol psychoaktiv schwach. In den US-Bundesstaaten, die Cannabis für den Freizeitkonsum legalisiert haben, lag der Anteil von Getränken am Cannabismarkt 2014 bei etwa 4 %, sank aber im Jahr 2016 auf etwa 1,5 %.

### Öle
Haschischöl ist ein meist stark THC-haltiger ölartiger Extrakt. Es wird wie Haschisch aus dem Harz der Blütenstände gewonnen, die aus der weiblichen Hanfpflanze (Cannabis) stammen. Haschöl findet sowohl als Arzneimittel wie auch als Rauschmittel Verwendung.